# Kabelmanagement

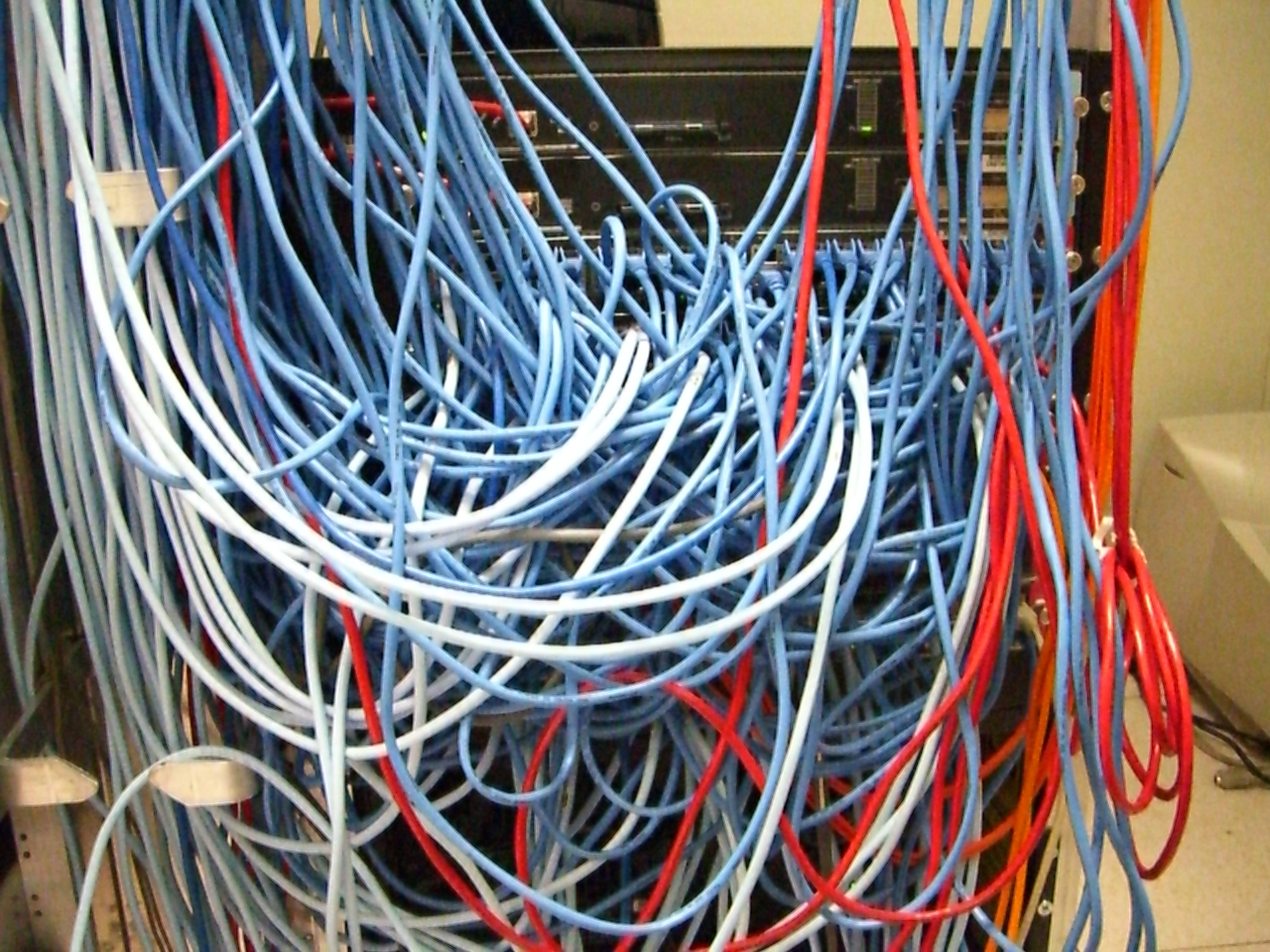
Kabelspaghetti in een computernetwerk.

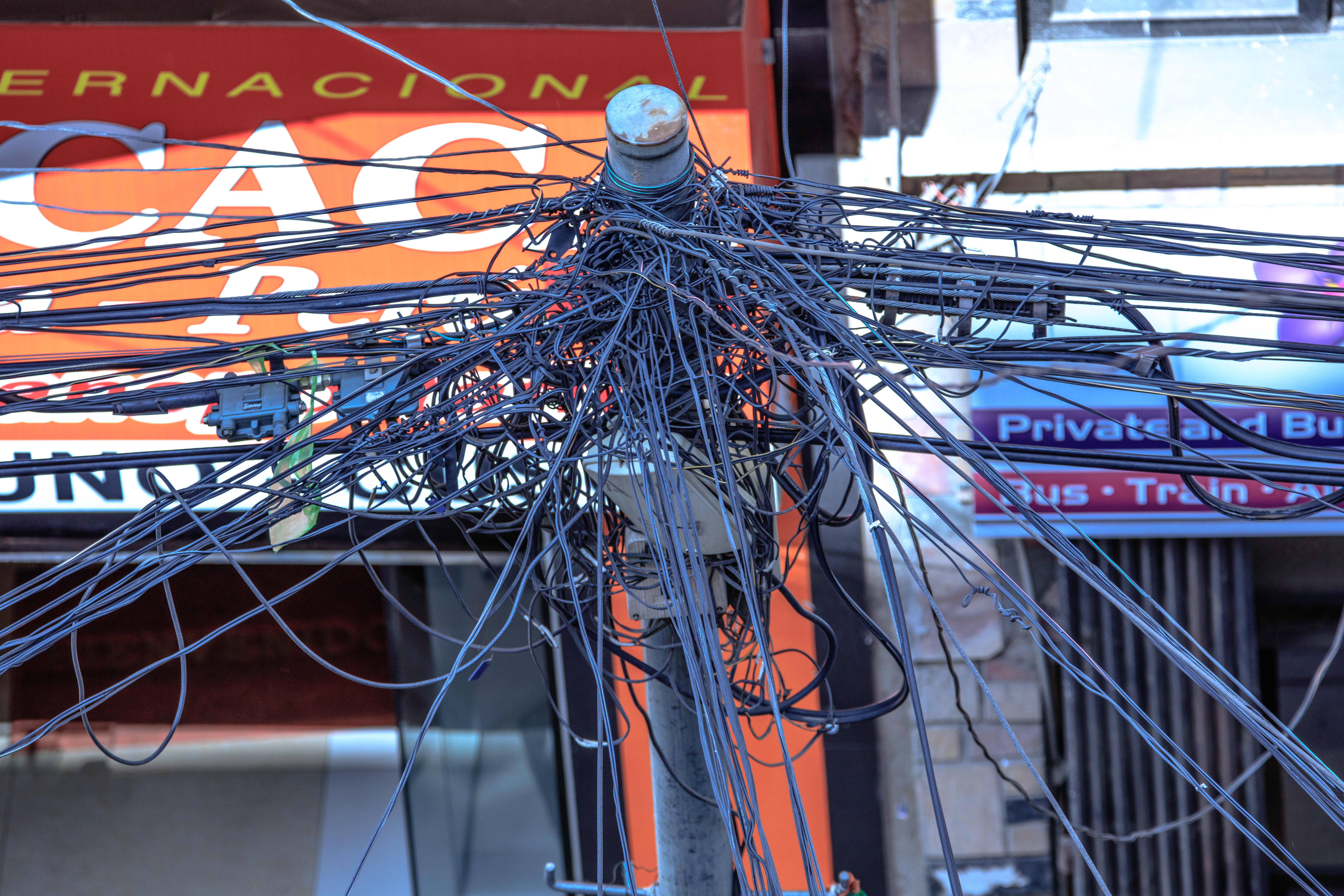
Kabelwirwar in een elektriciteitsnetwerk.

Kabelmanagement verwijst naar het ordenen, structureren en organiseren van kabels in een technisch systeem. Het is belangrijk zowel bij het onderhoud van elektrische installaties als voor configuratiemanagement.

## Beschrijving
Het doel van kabelmanagement is het vermijden van een kabelwirwar met toenemende complexiteit en omvang van het kabelsysteem, en het zorgen voor orde en duidelijkheid in de kabelverbindingen tussen de afzonderlijke componenten. Slecht kabelmanagement kan leiden tot slijtage en scheuren van de kabels, zorgen voor struikel- en valgevaar, een groter risico vormen dat een onderdeel vast komt te zitten, en het risico op brand en oververhitting door geknikte, vuile en overbelaste bekabeling.
In smalle ruimtes, zoals een computerkast, kan slecht kabelmanagement zorgen voor een blokkade van de luchtstroom voor optimale koeling.

## Hulpmiddelen
Als hulpmiddelen voor kabelmanagement worden kabelbruggen, kabelgoten, kabelhaspels, ophanghaken, beugels, kabelbinders (tiewraps), klittenband en diverse andere bevestigingsmiddelen gebruikt. De kabels zelf kunnen opvallen met individuele gekleurde markeringen of etiketten. Er zijn ook tal van apparaten om de kabels te beschermen en te isoleren.

## Toepassingen
Toepassingen van kabelmanagement zijn op het gebied van computerarchitectuur en computernetwerken, facilitair management en constructiebeheer, evenals in de telecommunicatietechnologie en elektrotechniek.